# سيدة العدالة

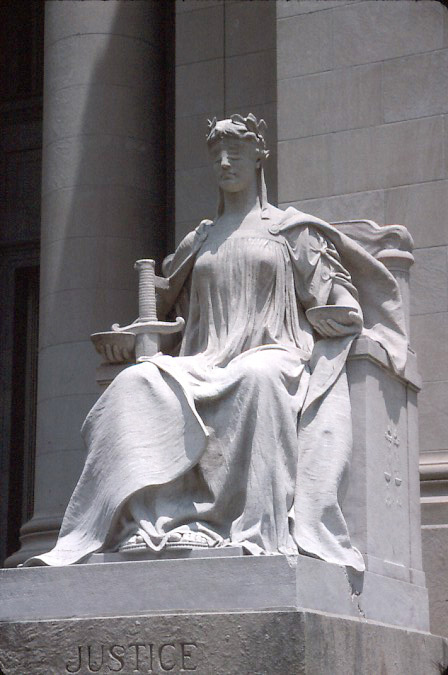
سيدة العدالة، رمز في الميثولوجيا الرومانية

سيدة العدالة (باللاتينية: Iustitia) هو تمثيل تجسيمي من القوة الأخلاقية للنظام القضائي.
سيدة العدالة مُشتقة من تجسيم العدالة في الفن الروماني القديم باسم (Iustitia) أو (Justitia)، وهو ما يعادل الآلهة اليونانية تيميس ودايك.